# Hans Schinz
Hans Schinz, född 6 december 1858 i Zürich, död där 30 oktober 1941, var en schweizisk botaniker.
Schinz forskade inom växtgeografi och taxonomi (fytografi), särskilt beträffande Schweiz och Afrikas floror. 1884 gjorde han en botanisk resa till Tyska Sydvästafrika (nuvarande Namibia). Jämte Albert Thellung diskuterade han i flera skrifter standardisering av den dittills snåriga  växtnomenklaturen, varvid prioritetsprincipen förordades.

## Akademisk karriär
- 1883 Filosofie doktor vid Zürichs universitet
- 1892 Extra ordinarie professor
- 1895 Ordinarie professor samt föreståndare för universitetsträdgården